# 灭蚊蚊帐
灭蚊蚊帐，是在普通蚊帐上发展起来的一种新型蚊帐，主要是将普通蚊帐做上药剂处理，通过蚊帐中的杀虫成分来防蚊、驱蚊和灭蚊。

## 主要成分
灭蚊蚊帐一般含有的杀虫成分是除虫菊酯和溴氰菊酯。除虫菊酯是从除虫菊中提炼出来的杀虫剂成分。除虫菊是天然的植物性杀虫剂。低浓度的除虫菊酯对人畜安全，对环境污染小。溴氰菊酯在杀虫剂中毒力较强，由于它用量小，对光稳定，对人体没有危害。研究发现，在蚊帐上添加一定量的溴氰菊酯可以阻挡蚊虫的叮咬。

## 工作原理
通过蚊帐中的除虫菊酯和溴氰菊酯成分会麻痹蚊子的神经系统，然后使蚊子动作变缓慢，蚊虫接触蚊帐一定时间后，就会失去行动能力，最后因无法摄食死亡。

## 类型
世界卫生组织认为经过杀虫剂处理的蚊帐是防治以昆虫为主要传毒媒介疾病（尤其是疟疾）的最有效手段。目前，常见的灭蚊蚊帐主要有三种类型：
- 浸泡灭蚊蚊帐：这类灭蚊蚊帐是将普通蚊帐浸泡在含有除虫菊酯和溴氰菊酯的药剂里，有驱蚊灭蚊效果，但药效会随着时间而消失，味道也较大。

- 涂抹型灭蚊蚊帐：这类灭蚊蚊帐是将除虫菊酯和溴氰菊酯成分涂抹在普通蚊帐的纤维内。任何蚊虫一经停在蚊帐顶马上生物性死亡或功能性死亡。

- 注入型灭蚊蚊帐：这类灭蚊蚊帐是将除虫菊酯和溴氰菊酯分子通过先进的技术，注入到普通蚊帐的分子结构中，使普通蚊帐携带了防蚊，驱蚊的功效。由于是采用高分子注入技术，因此蚊帐没有任何异味，并可反复洗涤，效果持久。

## 特点
与普通蚊帐相比，灭蚊蚊帐具有以下特点：
- 驱蚊效果好。
- 安全无害。
- 科学驱蚊。
- 稳定性强。
- 持久性长。